# Saint-Appolinard (Loara)
Saint-Appolinard – miejscowość i gmina we Francji, w regionie Owernia-Rodan-Alpy, w departamencie Loara.
Według danych na rok 1990 gminę zamieszkiwało 427 osób, a gęstość zaludnienia wynosiła 43 osób/km² (wśród 2880 gmin regionu Rodan-Alpy Saint-Appolinard plasuje się na 1210. miejscu pod względem liczby ludności, natomiast pod względem powierzchni na miejscu 1125.).